# Saison 1958-1959 du Stade rennais UC
Maillots
Chronologie
Saison précédente Saison suivante
La saison 1958-1959 du Stade rennais Université Club débute le 17 août 1958 avec la première journée du Championnat de France de Division 1, pour se terminer le 31 mai 1959 avec la dernière journée de cette compétition.
Le Stade rennais UC est également engagé en Coupe de France.

## Résumé de la saison
Pour son retour en Division 1, le Stade rennais UC réussit une bonne saison, marquée par un très bon parcours en Coupe de France. Plus important, il parvient à se maintenir à ce niveau, chose qui n'avait pas été réalisée depuis 1951-1952.
Confiant en ce qui avait expliqué en partie sa réussite de la saison précédente, le Stade rennais UC n'opère que peu de changements sur le marché des transferts. Les départs les plus notables sont ceux du gardien Louis Pinat après dix années passées au club, du défenseur Jean Cueff, présent pour sa part depuis 1951, et de l'ailier Paul Le Dren, qui retourne dans son Finistère natal pour y terminer sa carrière. Pour remplacer Pinat, le Stade rennais UC fait appel à l'ancien gardien du Stade français Jacques Rouillé et engage le solide André Le Menn pour suppléer Cueff. La principale recrue est cependant l'attaquant Théodore Szkudlapski, plus simplement surnommé « Théo », qui ne tardera pas à briller route de Lorient.
Évitant le piège d'une trop rapide mise en danger, le Stade rennais réalise un excellent début de saison pour un club promu. Il se paye par exemple le luxe de s'imposer à Marseille (3 - 1) et pointe à la cinquième place du classement au soir de la 11e journée, début octobre. Moins brillant par la suite en championnat, les Rennais s'installeront progressivement en milieu de tableau. Trop irréguliers pour viser plus haut, mais suffisamment solides pour envisager le maintien avec sérénité, les joueurs d'Henri Guérin terminent la saison avec sept points d'avance sur la zone de relégation.
Réalisant son meilleur parcours en Coupe de France depuis sa finale de 1935, le Stade rennais élimine d'abord les amateurs algériens de Sidi Bel-Abbès puis ceux, plus proches, de Saint-Brieuc. Troyes (D2) est ensuite promptement éliminé, avant que les « Rouge et Noir » ne réussissent à sortir Lyon en quarts de finale au Parc des Princes. En demi-finale, jouée à Oran face au FC Sochaux-Montbéliard, les Rennais devront s'incliner. Un but de Guy Méano côté rennais sera insuffisant devant les deux buts marqués en première mi-temps par Yngve Brodd et Julien Stopyra.

## Transferts en 1958-1959
| Nom                           | Nationalité | Provenance/Destination |
| Arrivées                      |             |                        |
| Yves Audigane                 | France      | SC Nazairien           |
| Joseph Donnard                | France      | SO Cholet              |
| André Le Menn                 | France      | FC Nantes              |
| Rémy Lebret                   | France      | JA Saint-Servan        |
| Jacques Rouillé               | France      | Stade français         |
| Théodore Szkudlapski dit Théo | France      | RC Lens                |
| Pierre Teysseyre              | France      | FC Rouen               |
| Départs                       |             |                        |
| Jean Cueff                    | France      | CO Roubaix-Tourcoing   |
| Paul Le Dren                  | France      | US Pont-l'Abbé         |
| Yves Legrand                  | France      | FC Rouen               |
| Jean Louradour                | France      | Drapeau de Fougères    |
| Bernard Maiseau               | France      | Stade pontivyen        |
| Louis Pinat                   | France      | FC Nantes              |
| Ignace Valorisek              | France      | Stade français         |
| Bernard Vileyn                | France      | USB Laval              |

## L'effectif de la saison
| Poste¹ | Nat.²    | Nom                           | Naissance         | Sélection³ | Championnat | Championnat | Coupe France | Coupe France | Total Saison | Total Saison |
| Poste¹ | Nat.²    | Nom                           | Naissance         | Sélection³ | M           | But inscrit | M            | But inscrit  | M            | But inscrit  |
| ------ | -------- | ----------------------------- | ----------------- | ---------- | ----------- | ----------- | ------------ | ------------ | ------------ | ------------ |
| A      | FRA      | André Ascencio                | 4 juin 1938       | -          | 9           | 1           | 2            | 0            | 11           | 1            |
| G      | FRA      | Yves Audigane                 | 4 décembre 1939   | -          | 13          | 0           | 4            | 0            | 17           | 0            |
| D      | FRA      | Yves Boutet                   | 3 décembre 1936   | -          | 13          | 0           | 2            | 0            | 15           | 0            |
| M      | FRA      | Antoine Cuissard              | 19 juillet 1924   | A          | 21          | 5           | 1            | 1            | 22           | 6            |
| A      | FRA      | Stanislas Dombeck             | 26 septembre 1931 | A          | 34          | 6           | 5            | 1            | 39           | 7            |
| D      | FRA      | Joseph Donnard                | 22 mai 1932       | -          | 32          | 0           | 2            | 0            | 34           | 0            |
| M      | DAH (CF) | René Gaulon                   | 7 juillet 1927    | B          | 36          | 2           | 5            | 0            | 41           | 2            |
| M      | FRA      | Nicolas Imbernon              | 30 novembre 1929  | -          | 28          | 1           | 4            | 0            | 32           | 1            |
| G      | FRA      | Bernard Josse                 | 17 janvier 1932   | -          | 6           | 0           | 0            | 0            | 6            | 0            |
| A      | FRA      | Mahi Khennane dit Mahi        | 21 octobre 1936   | -          | 37          | 23          | 5            | 4            | 42           | 27           |
| D      | FRA      | André Le Menn                 | 2 mars 1934       | -          | 25          | 0           | 5            | 0            | 30           | 0            |
| A      | FRA      | Rémy Lebret                   | 4 février 1936    | -          | 3           | 0           | 1            | 0            | 4            | 0            |
| A      | FRA      | Émile Legangnoux              | 12 février 1925   | -          | 6           | 0           | 1            | 0            | 7            | 0            |
| A      | FRA      | Patrice Mayet                 | 17 mars 1934      | -          | 9           | 2           | 0            | 0            | 9            | 2            |
| A      | FRA      | Guy Méano                     | 11 novembre 1934  | -          | 30          | 9           | 5            | 2            | 35           | 11           |
| A      | FRA      | Antoine Pascual               | 3 décembre 1933   | -          | 14          | 0           | 1            | 0            | 15           | 0            |
| D      | FRA      | Jacques Poulain               | 6 août 1932       | -          | 34          | 0           | 5            | 0            | 39           | 0            |
| G      | FRA      | Jacques Rouillé               | 28 juin 1936      | -          | 19          | 0           | 1            | 0            | 20           | 0            |
| A      | FRA      | Théodore Szkudlapski dit Théo | 17 novembre 1935  | -          | 37          | 12          | 5            | 1            | 42           | 13           |
| A      | FRA      | Pierre Teysseyre              | 4 février 1932    | -          | 12          | 2           | 1            | 0            | 13           | 2            |

- 1 : G, Gardien de but ; D, Défenseur ; M, Milieu de terrain ; A, Attaquant
- 2 : Nationalité sportive, certains joueurs possédant une double-nationalité
- 3 : sélection la plus élevée obtenue

## Équipe-type
Il s'agit de la formation la plus courante rencontrée en championnat.

## Les rencontres de la saison

### Liste
| Match | Date         | Compétition     | Tour        | Adversaire      | Lieu ¹ | Score    | Class.   | Buteurs pour le Stade rennais |
| ----- | ------------ | --------------- | ----------- | --------------- | ------ | -------- | -------- | ----------------------------- |
| 1     | 17 août      | Division 1      | 1           | Lille           | E      | 4–4      | 11       | Mahi Théo Mayet               |
| 2     | 24 août      | Division 1      | 2           | Lens            | D      | 1–1      | 11       | Ascencio                      |
| 3     | 27 août      | Division 1      | 3           | Reims           | E      | 0-4      | 13       |                               |
| 4     | 31 août      | Division 1      | 4           | Angers          | D      | 3–2      | 11       | Cuissard                      |
| 5     | 7 septembre  | Division 1      | 5           | Sochaux         | D      | 4–0      | 7        | Cuissard Mahi Théo            |
| 6     | 10 septembre | Division 1      | 6           | Sedan           | E      | 1-1      | 8        | Méano                         |
| 7     | 14 septembre | Division 1      | 7           | Marseille       | E      | 3-1      | 6        | Dombeck Mahi                  |
| 8     | 21 septembre | Division 1      | 8           | Saint-Étienne   | D      | 0–2      | 6        |                               |
| 9     | 24 septembre | Division 1      | 9           | RC Paris        | E      | 0–1      | 10       |                               |
| 10    | 27 septembre | Division 1      | 10          | Strasbourg      | E      | 1–0      | 7        | Méano                         |
| 11    | 5 octobre    | Division 1      | 11          | Monaco          | D      | 2–1      | 5        | Mahi Théo                     |
| 12    | 12 octobre   | Division 1      | 12          | Nîmes           | E      | 0-3      | 8        |                               |
| 13    | 19 octobre   | Division 1      | 13          | Lyon            | D      | 2-4      | 11       | Mahi Théo                     |
| 14    | 2 novembre   | Division 1      | 14          | Nancy           | D      | 3–1      | 7        | Dombeck Mahi                  |
| 15    | 11 novembre  | Division 1      | 15          | Valenciennes FC | E      | 1-1      | 8        | Mahi                          |
| 16    | 16 novembre  | Division 1      | 16          | Toulouse        | E      | 1-1      | 8        | Cuissard                      |
| 17    | 23 novembre  | Division 1      | 17          | Limoges         | D      | 0-1      | 10       |                               |
| 18    | 30 novembre  | Division 1      | 18          | Nice            | E      | 0–2      | 13       |                               |
| 19    | 7 décembre   | Division 1      | 19          | Alès            | D      | 4–2      | 9        | Mahi Teysseyre Mayet          |
| 20    | 14 décembre  | Division 1      | 20          | Nancy           | E      | 1–2      | 11       | Mahi                          |
| 21    | 21 décembre  | Division 1      | 21          | Valenciennes FC | D      | 4-0      | 9        | Gaulon Méano Mahi             |
| 22    | 28 décembre  | Division 1      | 22          | Lille           | D      | 3–0      | 8        | Méano Mahi                    |
| 23    | 4 janvier    | Division 1      | 23          | Saint-Étienne   | E      | 2–2      | 7        | Mahi                          |
| 24    | 11 janvier   | Coupe de France | 1/32 finale | Sidi Bel-Abbès  | N      | 1-0 a.p. | 1-0 a.p. | Mahi                          |
| 25    | 18 janvier   | Division 1      | 24          | Nîmes           | D      | 1-2      | 7        | Méano                         |
| 26    | 25 janvier   | Division 1      | 25          | Monaco          | E      | 0-1      | 11       |                               |
| 27    | 1er février  | Coupe de France | 1/16 finale | Saint-Brieuc    | N      | 2-0      | 2-0      | Dombeck Théo                  |
| 28    | 8 février    | Division 1      | 26          | Strasbourg      | D      | 2–2      | 11       | Gaulon Théo                   |
| 29    | 15 février   | Division 1      | 27          | RC Paris        | D      | 0-1      | 13       |                               |
| 30    | 22 février   | Coupe de France | 1/8 finale  | Troyes          | N      | 2-0      | 2-0      | Mahi Méano                    |
| 31    | 8 mars       | Division 1      | 28          | Lyon            | E      | 2–5      | 13       | Méano Théo                    |
| 32    | 15 mars      | Division 1      | 29          | Toulouse        | D      | 3-0      | 13       | Méano Théo                    |
| 33    | 22 mars      | Coupe de France | 1/4 finale  | Lyon            | N      | 3-2      | 3-2      | Cuissard Mahi                 |
| 34    | 29 mars      | Division 1      | 30          | Limoges         | E      | 4–2      | 11       | Dombeck Mahi Teysseyre        |
| 35    | 5 avril      | Division 1      | 31          | Nice            | D      | 0-3      | 13       |                               |
| 36    | 12 avril     | Coupe de France | 1/2 finale  | Sochaux         | N      | 1-2      | 1-2      | Méano                         |
| 37    | 19 avril     | Division 1      | 32          | Alès            | E      | 1–0      | 11       | Dombeck                       |
| 38    | 26 avril     | Division 1      | 33          | Sedan           | D      | 3–1      | 8        | Mahi                          |
| 39    | 7 mai        | Division 1      | 34          | Lens            | E      | 0–2      | 10       |                               |
| 40    | 10 mai       | Division 1      | 35          | Reims           | D      | 2–2      | 10       | Méano Dombeck                 |
| 41    | 17 mai       | Division 1      | 36          | Angers          | E      | 0–0      | 11       |                               |
| 42    | 24 mai       | Division 1      | 37          | Sochaux         | E      | 3–4      | 12       | Imbernon Mahi Théo            |
| 43    | 31 mai       | Division 1      | 38          | Marseille       | D      | 2–2      | 12       | Mahi Théo                     |

- 1 N : terrain neutre ; D : à domicile ; E : à l'extérieur ; drapeau : pays du lieu du match international

## Bilan des compétitions
| Compétition     | Vainqueur final | Débute au tour | Place ou tour final | Première rencontre | Dernière rencontre | Nombre |
| --------------- | --------------- | -------------- | ------------------- | ------------------ | ------------------ | ------ |
| Division 1      | OGC Nice        | 1re journée    | 12e                 | 17 août 1958       | 31 mai 1959        | 38     |
| Coupe de France | Le Havre AC     | 1/32 de finale | 1/2 finale          | 11 janvier 1959    | 12 avril 1959      | 5      |

### Division 1

#### Classement
| Rang | Équipe       | Pts | J  | G  | N  | P  | Bp | Bc | Diff |
| ---- | ------------ | --- | -- | -- | -- | -- | -- | -- | ---- |
| 9    | Lyon         | 39  | 38 | 16 | 7  | 15 | 62 | 68 | -6   |
| 10   | Sedan        | 38  | 38 | 12 | 14 | 12 | 65 | 53 | +12  |
| 11   | Strasbourg   | 38  | 38 | 14 | 10 | 14 | 65 | 76 | -11  |
| 12   | Rennes       | 36  | 38 | 13 | 10 | 15 | 63 | 63 | 0    |
| 13   | Valenciennes | 36  | 38 | 13 | 10 | 15 | 53 | 63 | -10  |
| 14   | Toulouse     | 35  | 38 | 12 | 11 | 15 | 59 | 59 | 0    |
| 15   | Limoges      | 34  | 38 | 12 | 10 | 16 | 48 | 57 | -9   |

#### Résultats
| Total  | Total  | Total | Total | Total | Total | Total | Total | Domicile | Domicile | Domicile | Domicile | Domicile | Domicile | Extérieur | Extérieur | Extérieur | Extérieur | Extérieur | Extérieur |
| Matchs | Points | V     | N     | D     | BP    | BC    | Diff. | V        | N        | D        | BP       | BC       | Diff.    | V         | N         | D         | BP        | BC        | Diff.     |
| ------ | ------ | ----- | ----- | ----- | ----- | ----- | ----- | -------- | -------- | -------- | -------- | -------- | -------- | --------- | --------- | --------- | --------- | --------- | --------- |
| 38     | 36     | 13    | 10    | 15    | 63    | 63    | 0     | 9        | 4        | 6        | 39       | 27       | +12      | 4         | 6         | 9         | 24        | 36        | -12       |

#### Résultats par journée
| Journée   | 01 | 02 | 03 | 04 | 05 | 06 | 07 | 08 | 09 | 10 | 11 | 12 | 13 | 14 | 15 | 16 | 17 | 18 | 19 | 20 | 21 | 22 | 23 | 24 | 25 | 26 | 27 | 28 | 29 | 30 | 31 | 32 | 33 | 34 | 35 | 36 | 37 | 38 |
| --------- | -- | -- | -- | -- | -- | -- | -- | -- | -- | -- | -- | -- | -- | -- | -- | -- | -- | -- | -- | -- | -- | -- | -- | -- | -- | -- | -- | -- | -- | -- | -- | -- | -- | -- | -- | -- | -- | -- |
| Terrain   | E  | D  | E  | D  | D  | E  | E  | D  | E  | E  | D  | E  | D  | D  | E  | E  | D  | E  | D  | E  | D  | D  | E  | D  | E  | D  | D  | E  | D  | E  | D  | E  | D  | E  | D  | E  | E  | D  |
| Résultats | N  | N  | D  | V  | V  | N  | V  | D  | D  | V  | V  | D  | D  | V  | N  | N  | D  | D  | V  | D  | V  | V  | N  | D  | D  | N  | D  | D  | V  | V  | D  | V  | V  | D  | N  | N  | D  | N  |
| Points    | 1  | 2  | 2  | 4  | 6  | 7  | 9  | 9  | 9  | 11 | 13 | 13 | 13 | 15 | 16 | 17 | 17 | 17 | 19 | 19 | 21 | 23 | 24 | 24 | 24 | 25 | 25 | 25 | 27 | 29 | 29 | 31 | 33 | 33 | 34 | 35 | 35 | 36 |
| Place     | 11 | 11 | 13 | 11 | 7  | 8  | 6  | 6  | 10 | 7  | 5  | 8  | 11 | 7  | 8  | 8  | 10 | 13 | 9  | 11 | 9  | 8  | 7  | 7  | 11 | 11 | 13 | 13 | 13 | 11 | 13 | 11 | 8  | 10 | 10 | 11 | 12 | 12 |

Source : Liste des rencontres

Terrain : D = Domicile ; E = Extérieur. Résultat: D = Défaite ; N = Nul ; V = Victoire.